# 新行政首都
新行政首都（しんぎょうせいしゅと、英語：New Administrative Capital (NAC) ； アラビア語: العاصمة الإدارية الجديدة、アルファベット転記：Al-ʿĀṣima al-ʾIdāriyya al-Jadīda）は、エジプト・カイロ県にある新しい都市区域で、カイロ市の衛星都市である。同国の新首都として計画されており、2015年より建設が進められている。2015年3月13日に開催されたエジプト経済開発会議において、当時の住宅大臣であったモスタファ・マドブーリーが新首都建設を発表した。新首都建設は経済発展計画の一環と捉えられており、「エジプトビジョン2030」と呼ばれる壮大な構想の一部として位置づけられている。
同国の新首都は、まだ正式な名称が命名されていない。新首都のウェブサイト上にて、新首都の名称と市章を選ぶ公募が行なわれた。また、専門家を構成員とする審査委員会が組織され、提出された名称案や市章案を評価し、最もふさわしいものを選定する運びとなった。同国政府は依然として公式結果を発表していないものの、2021年10月にカーメル・アル＝ワジール運輸大臣は、新首都が「ウェディアン」（「川床」または「谷」の意）、または「マスル」（アラビア語で「エジプト」の意）と命名され得ることを示唆した。他の名称案には、「ケメト」や「アル・ムスタクバル」、「アル・サラーム」などがある。
新行政首都はカイロの東45km、第二カイロ都市圏環状道路のすぐ外側で、港湾都市スエズとの中間地点に当たる殆ど未開発の地域に位置することとなる。計画によれば、新首都は主要な政府機関や各国大使館が置かれ、同国の新たな行政、および金融の中心地となる予定である。総面積は700㎢であり、650万人の居住人口を見込んでいるが、700万人に達する可能性があると推測されている。 
同国政府は、新首都建設は現在の首都であるカイロの過密を緩和するためであると発表している。カイロは2000万人近い都市圏人口を抱えている。

## 計画
計画では、新行政首都は政府行政地区、外交地区、文化地区（オペラハウスや劇場などが設置される）、中心業務地区、公園（「緑の川」が設置される）、および21の居住地区からなる。新首都は17万フェッダン（714㎢）の広さにわたって段階的に建設される計画で、2016年に着工した第1段階は計画面積の4分の1弱に当たる4万フェッダン余りを占める。
新行政首都で建設が計画されている施設としては、中央公園や人工湖、約2000校の教育機関、技術・イノベーション特区、18院の病院、1250堂のモスクや教会、93440席を擁する競技場、40000室の宿泊施設、カリフォルニアディズニーランドの4倍の規模の大型テーマパーク、90㎢の太陽光発電所が挙げられるほか、カイロライトレール線が敷設される。
また、新行政首都はスマートシティとして建設されており、当局が6000台以上の防犯カメラが街路を監視するとともに、人工知能を用いて水利用や廃棄物管理を監視しているほか、住民は携帯端末上のアプリケーションから苦情を申し立てることができるようになる。

### 政府機関の移転
元来の計画では、議会や大統領官邸、省庁、各国大使館は2020年から2022年の間に新行政首都へと移転する予定であったが、建設の遅延と新型コロナウイルス感染症の拡大により、3万人を超える政府職員の移転が2023年3月に延期された。2023年5月5日現在、14の省庁と政府機関が新行政首都に移転している。
カイロから新行政首都への首都機能移転には、1億米ドル超の費用がかかると目されているものの、新首都プロジェクト全体の総額と工程は未だ明らかにされていない。
首都移転の先例を調査すべく、1997年にアルマトイから首都が移転されたカザフスタン・アスタナの代表者との会合などが行われた。

## 費用と建設

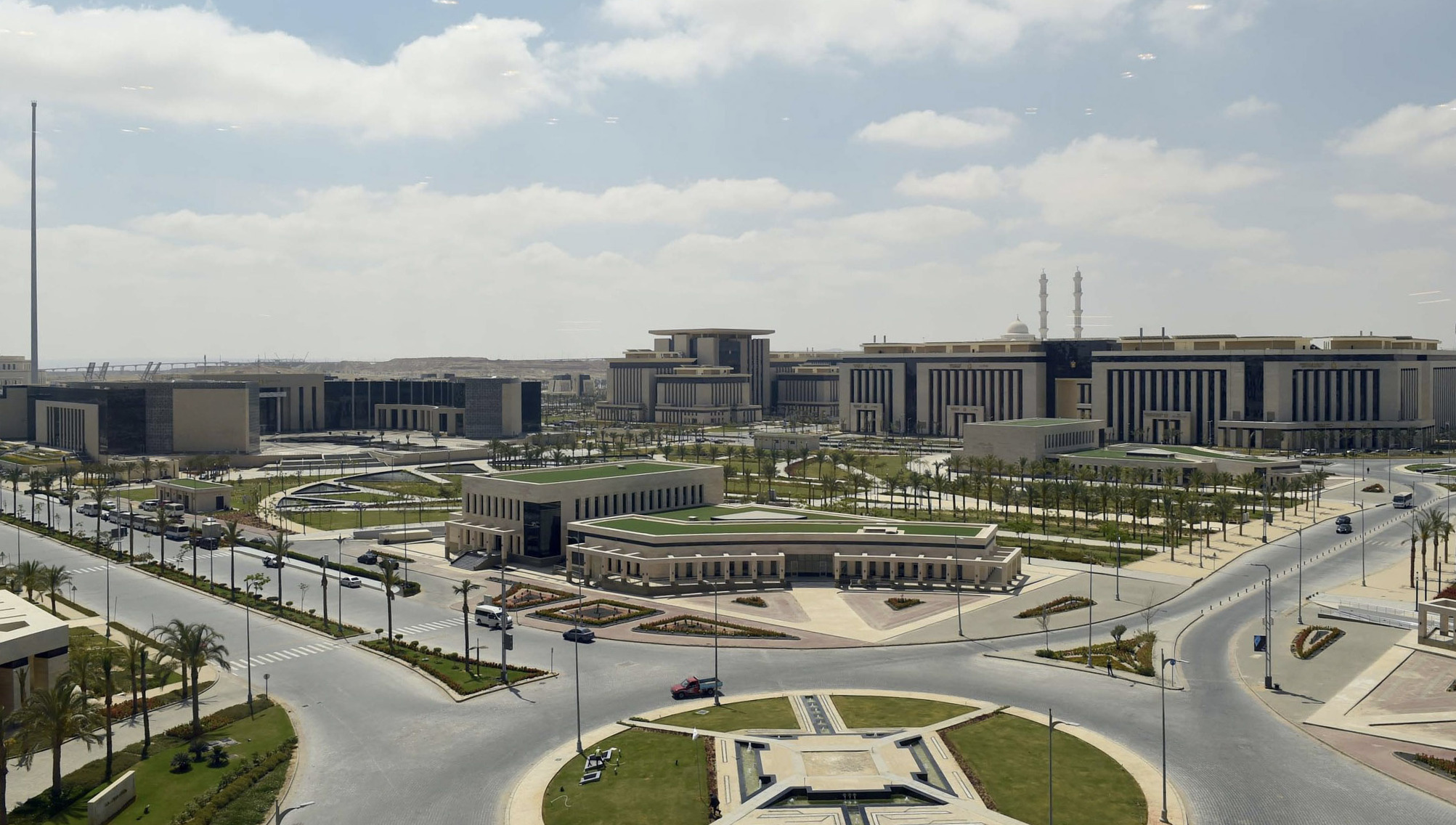

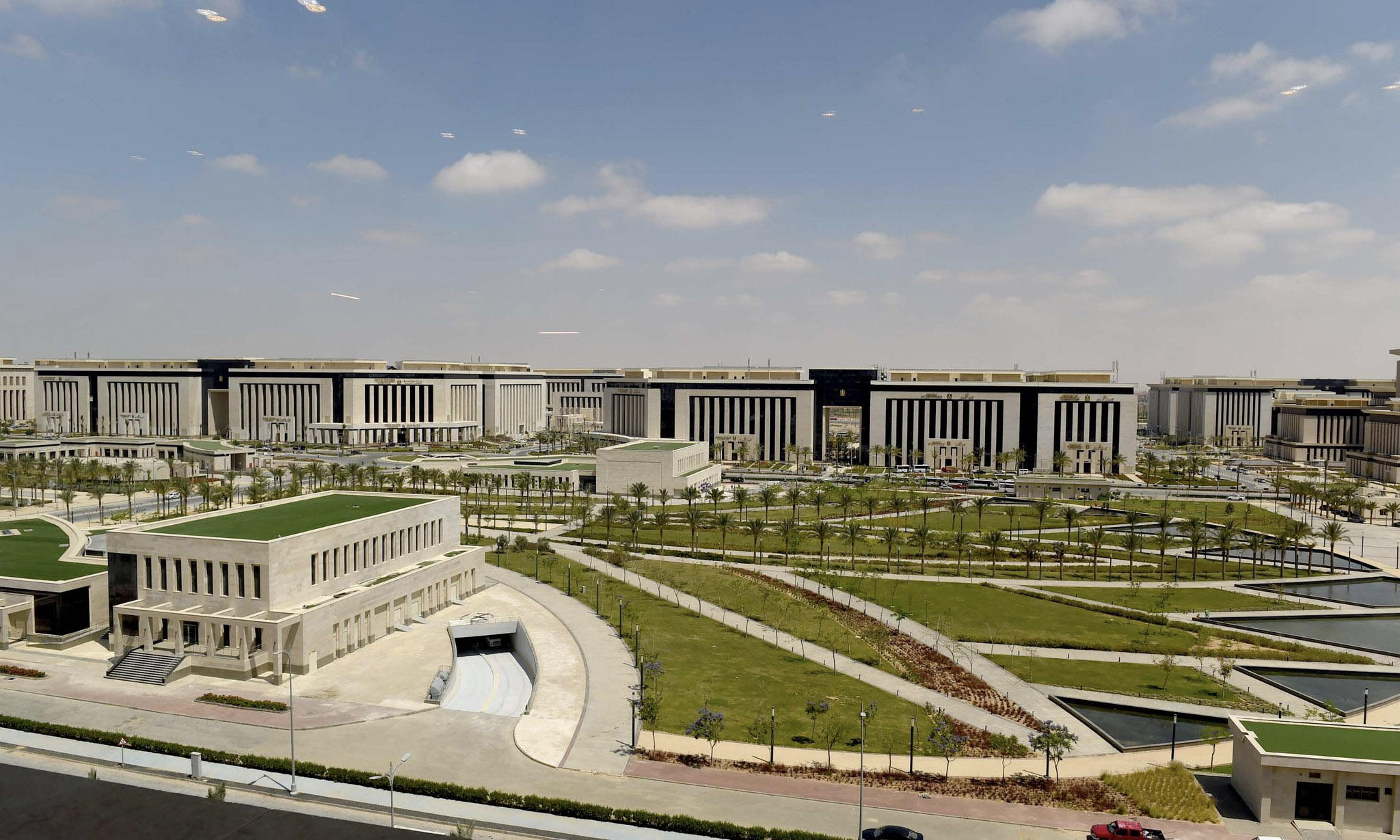
政府行政地区の眺望

2015年3月に新首都建設計画が公式に発表された時点で、エジプト軍が既にカイロから新首都予定地に至る道路を敷設し始めていたことが判明している。
新行政首都の当初の建設予定者は、アラブ首長国連邦の実業家モハメド・アラバーが率いる民間不動産投資会社のキャピタル・シティ・パートナーズであり、2015年3月の経済サミットではエジプト政府と覚書を締結したものの、同年9月には一転して、提案された計画に進展がなかったとしてエジプト政府が当該覚書を破棄した。
同月、エジプト政府は中国建築との間で、省庁や政府機関、大統領府などが設置される予定の政府行政地区における「建設と資金調達の検討」に関する新たな覚書を締結した。しかしながら2017年には、中国建築はエジプト政府と中央業務地区のみを開発する協定に調印している。
これにより、建設の大部分の資金調達と管理をエジプト政府が行なうこととなり、2016年4月21日に行政首都都市開発会社が設立された。この会社は国営企業で、国防省（軍用・民生品の製造や建設業に従事する公共サービス製品機構、および軍用地事業局）が土地の現物出資により51％を、住宅省新都市区域局が200億エジプトポンド（2016年時点で22億米ドル）の資本注入と2040億エジプトポンド（220億米ドル）の授権資本により49％の株式を保有している。
行政首都都市開発会社は住宅省新都市区域局が所管する新行政首都開発庁と連携して、都市計画や区画整理、インフラ建設、土地区画の売却を管理している。新都市区域局は、他のニュータウンでも同様の業務を行なっている。
新行政首都への上下水道敷設には、同国の国有建設企業であるアラブ建設事業体が起用された。

## 特筆すべき建築物

### モスク、および聖堂
2019年1月、同国のシシ大統領は大規模なモスク、および大聖堂を落成させた。

#### アル・ファッターフ・アル・アリームモスク

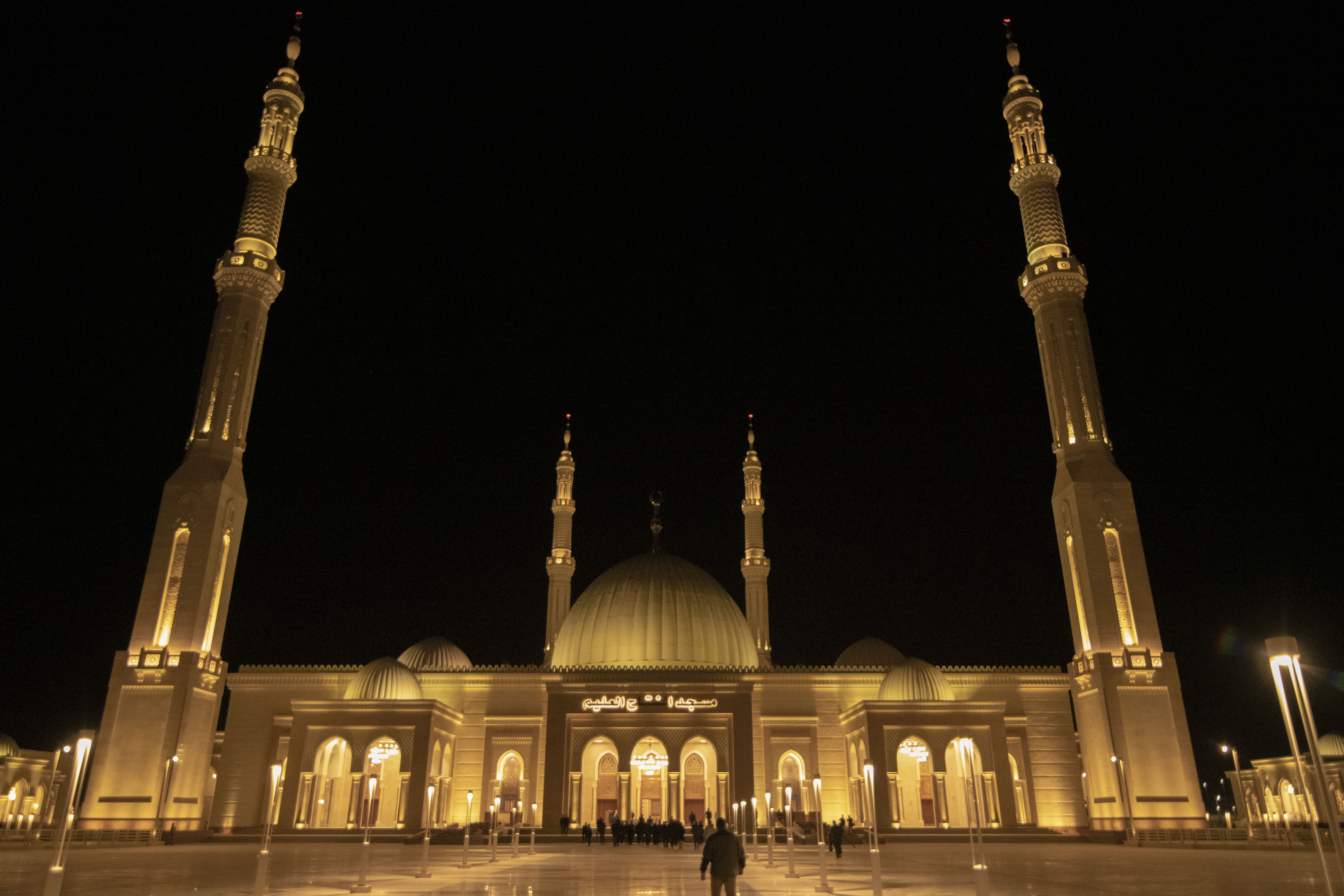
夜のアル・ファッターフ・アル・アリームモスク

アル・ファッターフ・アル・アリームモスクはスンニ派のモスクで、屋内外に1万7000人が礼拝できる空間があるほか、男性用・女性用2つのコーラン暗記室と図書室がある。

#### イスラム文化センター（大モスク）
イスラム文化センター（大モスク）は、アフリカ最大のモスクである。マルムーク様式で建てられているほか、丘の上にあるため新行政首都を眺望できる。エジプト国内では最大、中東でも3番目に大きいモスクである。

#### キリスト降誕大聖堂

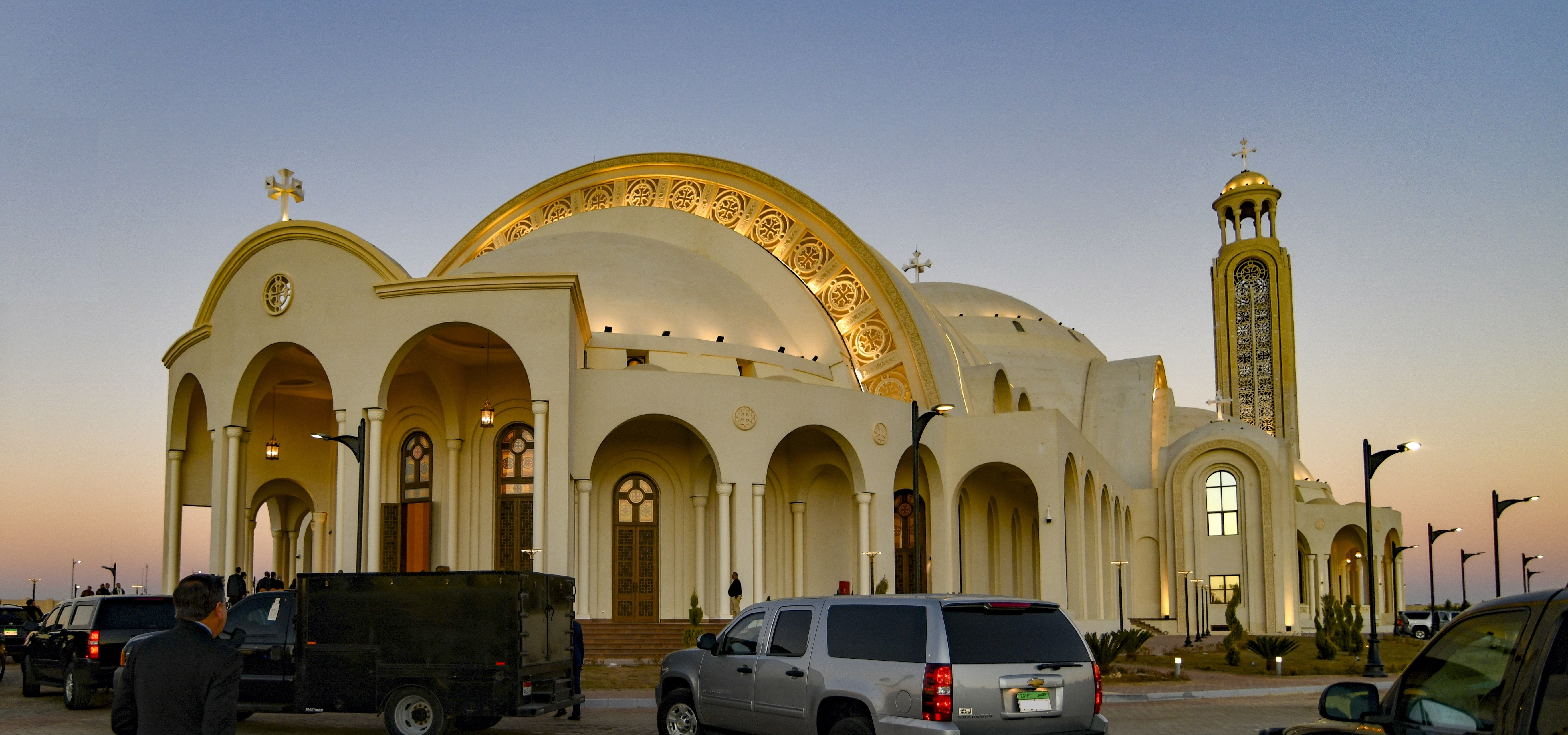
キリスト降誕大聖堂

キリスト降誕大聖堂はコプト正教会の大聖堂で、8000人以上の礼拝者を収容できる。この種の教会としては、エジプトおよび中東で最大である。

### 緑の川（グリーンリバー）公園
建設中には「緑のナイル川（グリーンナイル）」と呼ばれていた街区。緑の川公園（あるいは首都公園）として知られており、新行政首都の街区全体に沿って延びる予定の都市公園で、ナイル川を象徴している。全長は35kmになると見込まれており、ニューヨークにあるセントラルパークの2倍の大きさを目指している。公園の第1段階は約10kmとしており、現在建設中である。

### オクタゴン
オクタゴン（国家戦略指揮センター）は、同国の国防省本庁舎が新たに設置される建物である。施設規模は中東では最大であり、世界でも最大級であるとされている。「オクタゴン」とは英語で八角形の意であるが、五角形状を呈した米国国防総省本庁舎のペンタゴンに酷似している。

### 首都国際空港
首都国際空港は新行政首都に設置される空港で、カイロの玄関口であるカイロ国際空港や、ギザの大ピラミッドの近くにありギーザ市の玄関口であるスフィンクス国際空港の負担緩和を目的としている。

### エジプト国際オリンピックシティ
オリンピックやFIFAワールドカップなどの国際的なスポーツイベントのエジプト誘致を企図し、スポーツ複合施設として建設された「選手村/選手都市」のある区域。22以上のスポーツ施設があり、なかでもミスルスタジアム（スポーツシティスタジアムとも呼称される）は世界4位の規模を誇るサッカー競技場である。2024年開業の同スタジアムは収容人数が93,900人超と、同国では最大、アフリカでも2位の大きさのスタジアムであり、カイロ国際スタジアムに代わる新しい国立競技場になると見込まれている。

## 中央業務地区

### 建設中の超高層ビル、および塔

#### アイコニックタワー
新行政首都では、アイコニックタワーなど30を超える超高層ビルが建設中である。アイコニックタワーは、完成するとエジプト、およびアフリカ最大の超高層ビルとなる。

### MU10地区
| 高さの順位 | 建築物の名称       | 建築物の用途         | 最高地点地上高     | 最上階地上高       | 階数 | 着工 | 建設状況           | 総面積                       | 備考                       |
| ---------- | ------------------ | -------------------- | ------------------ | ------------------ | ---- | ---- | ------------------ | ---------------------------- | -------------------------- |
| 1          | アイコニックタワー | ホテル、事務所、住居 | 393.8 m (1,292 ft) | 382.2 m (1,254 ft) | 80   | 2019 | トッピング・アウト | 260,000 m2 (2,798,617 sq ft) | アフリカ大陸最高層のビル   |
| 2          | D01                | 行政機関、住居       | 196 m (643 ft)     | 196 m (643 ft)     | 49   | 2018 | トッピング・アウト | 116,621 m2 (1,255,298 sq ft) | アフリカ最高層の住居用ビル |
| 3          | C01                | 事務所、行政機関     | 190 m (623 ft)     | ?                  | 39   | 2018 | トッピング・アウト |                              |                            |
| 4          | C04                | 事務所、行政機関     | 170 m (558 ft)     | ?                  | 34   | 2018 | トッピング・アウト |                              |                            |
| 5          | C07                | 事務所、行政機関     | 160 m (525 ft)     | ?                  | 31   | 2018 | トッピング・アウト |                              |                            |
| 6          | C08                | 事務所、行政機関     | 160 m (525 ft)     | ?                  | 31   | 2018 | トッピング・アウト |                              |                            |
| 7          | C11                | 事務所、行政機関     | 155 m (509 ft)     | ?                  | 27   | 2018 | トッピング・アウト |                              |                            |
| 8          | C12                | 事務所、行政機関     | 155 m (509 ft)     | ?                  | 27   | 2018 | トッピング・アウト |                              |                            |
| 9          | D02                | 行政機関、住居       | 150 m (492 ft)     | 150 m (492 ft)     | 44   | 2018 | 建設中             |                              |                            |
| 10         | D03                | 行政機関、住居       | 150 m (492 ft)     | 150 m (492 ft)     | 44   | 2018 | 建設中             |                              |                            |
| 12         | D04                | 行政機関、住居       | 135 m (443 ft)     | 135 m (443 ft)     | 40   | 2018 | 建設中             |                              |                            |
| 13         | D05                | 行政機関、住居       | 120 m (394 ft)     | 120 m (394 ft)     | 38   | 2018 | 建設中             |                              |                            |
| 14         | C05                | 事務所、行政機関     | 95 m (312 ft)      | ?                  | 18   | 2018 | トッピング・アウト |                              |                            |
| 15         | C06                | 事務所、行政機関     | 95 m (312 ft)      | ?                  | 18   | 2018 | トッピング・アウト |                              |                            |
| 16         | C02                | 事務所、行政機関     | 85 m (279 ft)      | ?                  | 16   | 2018 | トッピング・アウト |                              |                            |
| 17         | C03                | 事務所、行政機関     | 85 m (279 ft)      | ?                  | 16   | 2018 | トッピング・アウト |                              |                            |
| 18         | C09                | ホテル、事務所       | 55 m (180 ft)      | ?                  | 9    | 2018 | トッピング・アウト |                              | 5つ星ホテル                |
| 19         | C10                | ホテル、事務所       | 55 m (180 ft)      | ?                  | 9    | 2018 | トッピング・アウト |                              | 5つ星ホテル                |

### MU7地区
| 建築物の名称                     | 建築物の用途             | 最高地点地上高  | 最上階地上高    | 階数 | 着工 | 建設状況 | デベロッパー                                       |
| -------------------------------- | ------------------------ | --------------- | --------------- | ---- | ---- | -------- | -------------------------------------------------- |
| キャピタル・ダイヤモンド・タワー | 複合用途                 | 240 m (787 ft)  | 240 m (787 ft)  | 62   | 2021 | 建設中   | アマゾン・ホールディング・デベロップメンツ         |
| インフィニティ・タワー           | 複合用途                 | 200 m (656 ft)  | 200 m (656 ft)  | 40   | 2021 | 建設中   | インフィニティ・フォア・アーバン・デベロップメント |
| 東棟                             | 複合用途                 | 180 m (591 ft)  | ?               | 45   | 2022 | 建設中   | UCデベロップメンツ                                 |
| 6ixtyアイコニックタワー          | 複合用途                 | 180 m (591 ft)  | ?               | 44   | 2022 | 建設中   | アル・ボロウジュ・マスル                           |
| タージ・タワー                   | 事務所、商業施設         | 170 m (558 ft)  | 170 m (558 ft)  | 43   | 2022 | 建設中   | タージ・ミスル・デベロップメンツ                   |
| クアン・タワー                   | 複合用途                 | 100 m (328 ft)  | 100 m (328 ft)  | 25   | 2023 | 建設認可 | コンタクト・デベロップメンツ                       |
| セントラル・アイコニック・ホテル | 娯楽・ホスピタリティ施設 | ~100 m (328 ft) | ~100 m (328 ft) | 18   | 2023 | 建設認可 | モドン・デベロップメンツ                           |
| ダブル・トゥー・タワー           | 複合用途                 | 100 m (328 ft)  | 100 m (328 ft)  | 23   | 2022 | 建設中   | ナキール・デベロップメンツ                         |
| トライトンタワー                 | 複合用途                 | 80 m (262 ft)   | 80 m (262 ft)   | 14   | 2022 | 建設中   | RNAデベロップメンツ                                |
| ライアンタワー                   | 複合用途                 | 75 m (246 ft)   | ?               | 15   | 2022 | 建設中   | カレド・シャブリー・ホールディングス               |
| PAVOタワー                       | 複合用途                 | 68 m (223 ft)   | ?               | 14   | 2022 | 建設中   | メクロン・デベロップメンツ                         |

### MU19地区
| 建築物の名称                     | 建築物の用途 | 最高地点地上高 | 最上階地上高   | 階数 | 着工 | 建設状況 | デベロッパー                       |
| -------------------------------- | ------------ | -------------- | -------------- | ---- | ---- | -------- | ---------------------------------- |
| ナイル・ビジネス・シティ・タワー | 複合用途     | 233 m (764 ft) | 233 m (764 ft) | 56   | 2022 | 建設中   | ナイル・デベロップメンツ           |
| レベルス・ビジネス・タワー       | 複合用途     | 145 m (476 ft) | 145 m (476 ft) | 36   | 2022 | 建設中   | アーバンレーンズ・デベロップメンツ |
| 31ノース・タワー                 | 複合用途     | 131 m (430 ft) | ?              | 36   | 2021 | 建設中   | ナイル・デベロップメンツ           |
| OIAタワーズ                      | 複合用途     | 111 m (364 ft) | 111 m (364 ft) | 30   | 2021 | 建設中   | EDGEホールディングス               |
| ポディア・タワー                 | 複合用途     | 110 m (361 ft) | 110 m (361 ft) | 29   | 2021 | 建設認可 | メナサット・デベロップメンツ       |
| グリーン・リバー・タワー         | 複合用途     | 110 m (361 ft) | ?              | 30   | 2023 | 建設認可 | モドン・デベロップメンツ           |
| オブシディア・タワーズ           | 複合用途     | 110 m (361 ft) | ?              | 29   | 2022 | 建設認可 | ドバイ・デベロップメンツ           |
| モノレール・タワー               | 複合用途     | 100 m (328 ft) | ?              | 26   | 2022 | 建設認可 | ERGデベロップメンツ                |
| ピラミッズ・ビジネス・タワーズ   | 複合用途     | 96 m (315 ft)  | ?              | 21   | 2022 | 建設中   | ピラミッズ・デベロップメンツ       |
| Iビジネス・パーク・タワーズ      | 複合用途     | 91 m (299 ft)  | ?              | 20   | 2022 | 建設中   | ARQAデベロップメントグループ       |
| トリオVタワー                    | 複合用途     | 90 m (295 ft)  | ?              | 18   | 2022 | 建設中   | ナキール・デベロップメンツ         |

### 将来建設が予定されている建築物

#### オブリスコ・キャピタル
オブリスコ・キャピタルは、2030年の完工に向けて立案、認可された超高層ビルである。エジプトの建築設計事務所である IDIAがファラオのオベリスクを模して設計したもので、建設されれば地上高1000mの世界一高いビルとなり、現在世界で最も高いブルジュ・ハリファを上回ることになる。
| 建築物の名称                   | 建築物の用途         | 最高地点地上高     | 最上階地上高       | 階数 | 着工 | 建設状況 | 総面積 | 備考                                      |
| ------------------------------ | -------------------- | ------------------ | ------------------ | ---- | ---- | -------- | ------ | ----------------------------------------- |
| オブリスコ・キャピタル・タワー | ホテル、事務所、住居 | 1,000 m (3,281 ft) | 1,000 m (3,281 ft) | 165  | N/A  | 建設認可 | ?      | - 世界最高層の超高層ビル - 2030年竣工予定 |

## 交通
カイロライトレール（LRTと略称される）がカイロと新行政首都を結ぶ。当該路線はアル・サラム市にあるカイロ地下鉄3号線のアドリー・マンスール駅を起点とし、バドル市で2つの支線に分岐する。分岐路線のうちの一方はカイロ環状道路に平行して北進してラマダン月10日市へ、もう一方は南進し新行政首都に向かう。沿線には、オボール、ショルーク、モスタクバルの各都市がある。LRT建設については、中国中鉄、および中国航空工業集団が携わっている。
加えて、カイロと新行政首都を結ぶカイロモノレールが建設中であり、カイロ地下鉄およびカイロLRTの各路線と接続する。カイロモノレールについては、フランスのアルソム社が、現地企業とコンソーシアムを組みながら敷設を進めている。
2021年1月、エジプト政府はシーメンスとの間で、地中海北部の都市エル・アラメインを起点とし、新行政首都とアレクサンドリアを経由しながら、紅海沿岸のアイン・スクナ市に至る高速鉄道（エジプト高速鉄道）の建設契約を結んだ。路線長は450kmで、2023年までに完工する予定である。その後計画されている第2期路線として1750kmの高速鉄道網を整備し、新行政首都と同国南部に位置するアスワンまでの都市を結ぶ予定である。
新たに整備された首都国際空港は、新行政首都の空の玄関口である。新空港は現在毎時300人の旅客を収容できる旅客ターミナルや8箇所の航空機駐機場、45棟のサービス・管理ビル、1棟の航空管制塔、照明と自動着陸機能を搭載し大型航空機の受け入れに適した3650mの滑走路を有する。空港の敷地面積は16㎢で、カイロ国際空港やスフィンクス国際空港の過密状態をある程度緩和できることが期待されている。
車両交通では、カイロと新行政首都を結ぶ片側6車線程度の幹線道路が整備されており、車両での往来が容易である。
また、新行政首都ではバス高速輸送システム（BRT）の導入が検討されており、新行政首都に直通するLRTと接続する計画だが、都市内では運行しない方針が立てられている。公共交通機関については、都市外からの公共交通機関は新行政首都内に直通させず、独自に整備する新行政首都内部の輸送システムが都市外の公共交通と接続する予定である。

## 批判

### 社会的不平等
新行政首都が主に上流階級向けに計画されており、中流階級や下流階級が顧みられていないことに対する批判が多くある。エジプト政府がカイロへの人口集中緩和のため、ナイルデルタやナイル渓谷の外側に都市を建設することを試みたのは、今回が初めてではない。しかしながら、従来の計画都市は上流階級や上位中産階級を対象としていたため、失敗に終わってきた。住宅価格が高価であったため大半の人々にとっては到底手が届くものではなく、結果多くの住宅が売れ残ることになった。

### 経済効果
エジプト政府の資金調達能力を疑問視する向きもある。シシ大統領は、新行政首都建設に対し「国は一銭も支払わない」と表明したが、公的財源からの資金が新首都建設に投入されているうえ、政府が新首都建設資金を調達するために取得した融資が加わり、国家債務が大幅に増加している。また、コロナウイルス感染症やロシアによるウクライナ侵略、外貨準備高減少など複数の要因が重なり、新行政首都開発の進捗速度が落ちている。